# Carmen de Apicalá (ort)
Carmen de Apicalá är en ort i Colombia.   Den ligger i departementet Tolima, i den centrala delen av landet, 90 km sydväst om huvudstaden Bogotá. Carmen de Apicalá ligger 315 meter över havet och antalet invånare är 5 640.
Terrängen runt Carmen de Apicalá är kuperad åt sydväst, men åt nordost är den platt. Runt Carmen de Apicalá är det ganska glesbefolkat, med 28 invånare per kvadratkilometer. Närmaste större samhälle är Girardot City, 19,6 km nordväst om Carmen de Apicalá. Omgivningarna runt Carmen de Apicalá är huvudsakligen savann.